# GeoReM
GeoReM (Geological and Environmental Reference Materials) ist eine Datenbank für Referenzmaterialien, die unter geologischen und umweltrelevanten Gesichtspunkten von Interesse sind, und steht Wissenschaftlern im Internet frei zur Verfügung. Die Datenbank wurde von Klaus Peter Jochum et al. (2005) am Max-Planck-Institut für Chemie in Mainz entwickelt und enthält veröffentlichte analytische, kompilierte und zertifizierte Werte für Massenanteile und Konzentrationen für Haupt- und Spurenelemente sowie Isotopenverhältnisse für stabile und radiogene Isotope. Wichtige Metadaten für Analysenwerte (Messunsicherheit, Art der Messunsicherheit, Messmethode und Labor) werden ebenso angegeben wie Informationen über Probenart, Hersteller und Literatur.
Gegenwärtig (Stand Januar 2017) enthält GeoReM etwa 3200 Referenzmaterialien und ungefähr 40.500 Analysen aus 8.900 Veröffentlichungen und stellt Geochemikern Informationen zur Verfügung, die für deren Forschung wichtig sind.
Die Struktur von GeoReM ist vergleichbar mit der von anderen Datenbanken für Gesteine von Ozeaninseln, vulkanischen Inselbögen, Kontinenten (GEOROC), für Meeresboden (PetDB) und für das westliche Nordamerika (NAVDAT). 
GeoReM bietet sechs verschiedene Suchstrategien:
1. Samples or materials (published values): Bereiche und Tabellen analytischer Werte und die entsprechenden Metadaten werden für alle Referenzmaterialien zur Verfügung gestellt zusammen mit Informationen über die Proben wie Herkunft, Verfügbarkeit und Literatur.
2. Samples (GeoReM preferred values): Gegenwärtig werden “preferred values” für 44 häufig nachgefragte Referenzmaterialien angegeben  (veröffentlichte zertifizierte Werte und Referenzwerte, die durch das GeoReM-Team evaluiert wurden).
3. Chemical criteria: Elemente und Isotopenverhältnisse können ausgewählt werden und die Suche kann verfeinert werden in Bezug auf niedrigste und höchste Konzentrationswerte, Matrix und Probenform sowie in Bezug auf Laboratorien und Methoden.
4. Chemical criteria based on bibliography: Alle Daten über Elementkonzentrationen und Isotope, die in einem bestimmten Jahr von einem bestimmten Autor in einer ausgewählten Zeitschrift veröffentlicht wurden, können aufgelistet werden.
5. Bibliography: Es ist möglich, nach Autor/Ko-Autor, nach Zeitschrift, nach GeoReM-Nummer und nach Stichwort sortiert zu suchen.
6. Methods and institutions: Messmethoden, die in ausgewählten Institutionen verwendet werden, und Institutionen, die bestimmte Messtechniken verwenden, können aufgelistet werden.